# جاي سميث (لاعب كرة قدم)
جاي سميث (بالإنجليزية: Jay Smith)‏ (و. 1981  م) هو لاعب كرة قدم، من المملكة المتحدة، ولد في لندن، يلعب كلاعب وسط.

## روابط خارجية
- جاي سميث على موقع قاعدة بيانات كرة القدم.إي يو (الإنجليزية)
- جاي سميث على موقع Soccerbase.com (لاعب) (الإنجليزية)